# Chiastopsylla carus
Chiastopsylla carus är en loppart som beskrevs av De Meillon et Hardy 1953. Chiastopsylla carus ingår i släktet Chiastopsylla och familjen Chimaeropsyllidae. Inga underarter finns listade i Catalogue of Life.